# Họ Cheo cheo
Cheo cheo (tiếng Anh: Chevrotain) là các loài động vật có vú móng guốc chẵn nhỏ tạo nên Họ Cheo cheo (tên khoa học Tragulidae), và là các thành viên duy nhất còn sinh tồn của thứ bộ Tragulina. Mười loài còn sinh tồn được đặt trong ba chi, nhưng một số loài chỉ được biết đến qua hóa thạch. Các loài còn tồn tại được tìm thấy trong các khu rừng ở Nam Á và Đông Nam Á, với chỉ một loài duy nhất trong các khu rừng mưa nhiệt đới ở Trung Phi và Tây Phi. Chúng sống đơn độc hoặc sống theo cặp, và hầu như chỉ ăn thực vật. Cheo cheo là động vật có vú có móng guốc nhỏ nhất trên thế giới. Các loài cheo cheo châu Á nặng từ 0,7 đến 8,0 kg, trong khi cheo cheo châu Phi lớn đáng kể hơn ở 7 đến 16 kg. Sự sinh tồn của các loài cheo cheo phụ thuộc vào việc duy trì môi trường sinh sống ngày càng bị thu hẹp của chúng, cũng như vào việc ngăn cấm săn bắn và tiêu thụ thịt của chúng.
Vào tháng 11 năm 2019, các nhà khoa học bảo tồn tuyên bố rằng họ đã chụp được ảnh của những con cheo cheo lưng bạc (Tragulus versicolor) trong một khu rừng ở Việt Nam lần đầu tiên, kể từ lần nhìn thấy cuối cùng được xác nhận vào năm 1990.

## Sinh học
Họ này từng phổ biến và thành công từ thế Oligocen (khoảng 34 triệu năm trước) tới thế Miocen (khoảng 5 triệu năm trước), nhưng đã gần như không thay đổi theo thời gian và là một ví dụ về dạng động vật nhai lại nguyên thủy. Cheo cheo có dạ dày bốn ngăn để lên men các thức ăn từ thực vật khó tiêu hóa, nhưng dạ lá sách (túi thứ ba) kém phát triển. Giống như các động vật nhai lại khác, chúng không có các răng cửa trên và chỉ đẻ một con chứ không đẻ con thành bầy như lợn. Công thức bộ răng của cheo cheo là như của một số loài hươu nai nhỏ.
Tuy nhiên, ở các khía cạnh khác thì cheo cheo có các đặc trưng nguyên thủy, gần với động vật không nhai lại trong bộ guốc chẵn là các loài lợn. Chúng không có sừng hay gạc, mà cả hai giới đều có các răng nanh trên và to. Các răng nanh của con đực dễ thấy và sắc nhọn, chĩa thẳng về cả hai bên của hàm dưới. Cheo cheo có các chân ngắn, mảnh dẻ làm cho chúng thiếu sự nhanh nhẹn nhưng hỗ trợ để duy trì một cơ thể nhỏ giúp chúng chạy tốt trong các tán lá rậm rạp tại môi trường sống của chúng. Các đặc trưng giống như lợn khác còn bao gồm sự hiện diện của 4 ngón trên mỗi chân, không có các tuyến xạ tại mặt, các răng tiền hàm với chỏm sắc cũng như hình thức trong hành vi tình dục và giao phối của chúng.
Thành viên lớn nhất của họ này là cheo cheo nước ở châu Phi, dài khoảng 80 cm và cân nặng khoảng 10 kg. Nó cũng được coi là giống như lợn nhất và nguyên thủy nhất trong số các loài cheo cheo. Các loài còn lại đều ưa thích các môi trường rừng núi đá. Cheo cheo Nam Dương ở Đông Nam Á là nhỏ nhất trong số các loài móng guốc, với con thuần thục chỉ dài khoảng 45 cm (18 inch) và cân nặng 2 kg (4,4 pao).

## Phân loại
Theo truyền thống, chỉ 4 loài còn sinh tồn được công nhận thuộc họ Tragulidae. Năm 2004, T. nigricans và T. versicolor được tách ra khỏi T. napu, còn T. kanchil và T. williamsoni cũng tách khỏi T. javanicus. Năm 2005, M. indica và M. kathygre được tách khỏi M. meminna. Với các thay đổi này thì hiện nay họ này được công nhận là chứa 10 loài còn sinh tồn:
- Phân bộ Ruminantia
  - Cận bộ Tragulina
    - Họ Tragulidae
      - Chi Hyemoschus
        - Cheo cheo nước, Hyemoschus aquaticus

      - Chi Moschiola
        - Cheo cheo đốm Ấn Độ, Moschiola indica
        - Cheo cheo đốm Sri Lanka, Moschiola meminna
        - Cheo cheo vằn vàng, Moschiola kathygre

      - Chi Tragulus
        - Cheo cheo Java, Tragulus javanicus
        - Cheo cheo Napu hay cheo cheo lớn, Tragulus napu
        - Cheo cheo Nam Dương hay cheo cheo Kanchil, Tragulus kanchil
        - Hươu chuột Philippines, Tragulus nigricans
        - Cheo cheo Việt Nam, Tragulus versicolor
        - Cheo cheo Williamson, Tragulus williamsoni

    - Họ Moschidae: Hươu xạ
    - Họ Cervidae: Hươu, nai thực thụ
    - Họ Giraffidae: Hươu cao cổ và hươu đùi vằn
    - Họ Antilocapridae: Linh dương sừng nhánh
    - Họ Bovidae: Trâu, bò, dê, cừu và linh dương

## Cheo cheo cổ đại

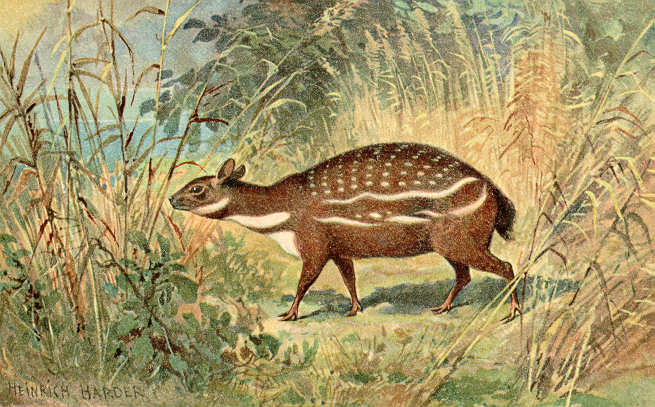
Tranh vẽ về Dorcatherium.

Có 6 chi cheo cheo đã tuyệt chủng gồm:
- Chi Dorcatherium
  - Dorcatherium minus ở Pakistan
  - Dorcatherium majus ở Pakistan
  - Dorcatherium nani Kaup ở Trung Âu[13]
- Chi Dorcabune
  - Dorcabune anthracotherioides ở Pakistan
  - Dorcabune nagrii ở Pakistan
- Chi Afrotragulus Sánchez, Quiralte, Morales and Pickford, 2010 [14]
  - Afrotragulus moruorotensis (trước đây thuộc "Dorcatherium", Pickford, 2001) (đầu Miocene) ở Moruorot, Kenya
  - Afrotragulus parvus (trước đây thuộc "D.", Withworth 1958) (đầu Miocene) ở Đảo Rusinga, Kenya
- Chi Siamotragulus
  - Siamotragulus sanyathanai Thomas, Ginsburg, Hintong và Suteethorn, 1990 (giữa Miocene) ở Lampang, Thái Lan
  - Siamotragulus haripounchai Mein and Ginsburg, 1997 (Miocene) ở Lamphun, Thái Lan
- Chi Yunnanotherium
- Chi Archaeotragulus[15]
  - Archaeotragulus krabiensis Metais, Chaimanee, Jaeger and Ducrocq, 2001 (cuối Eocene) ở Krabi, Thái Lan

và có thể bao gồm
- Chi Krabitherium[18]
  - Krabitherium waileki Metais, Chaimanee, Jaeger and Ducrocq, 2007 (cuối Eocene) ở Krabi, Thái Lan

Họ Hypertragulidae có quan hệ họ hàng rất gần với họ Tragulidae.

## Phân loại
Cheo cheo có tên gọi trong tiếng Anh là chevrotain, nguồn gốc từ tiếng Pháp, nghĩa là "con dê nhỏ" hay mouse deer- tức hươu chuột, không nên nhầm với deer mouse tức chuột hươu, Peromyscus. Trong tiếng Telegu nó được gọi là jarini pandi, có nghĩa là con vật vừa là hươu vừa là chuột.
Loại ô tô Kancil do hãng xe Perodua, Malaysia sản xuất từ năm 1993 lấy theo tên gọi loài động vật này trong tiếng Mã Lai, do nó là loại xe ô tô rất nhỏ.